# Kobuk
Kobuk (inupiaq: Laugviik) és un municipi d'Alaska (Estats Units) que el 2010 tenia 151 habitants. Fou fundat el 1899 amb el nom de Shungnak.